# Canton de Roquecourbe
Le canton de Roquecourbe est un ancien canton français situé dans le département du Tarn et la région Midi-Pyrénées.

## Géographie
Ce canton était organisé autour de Roquecourbe dans l'arrondissement de Castres. Son altitude variait de 176 m (Burlats) à 700 m (Lacrouzette) pour une altitude moyenne de 325 m.

## Communes
Le canton de Roquecourbe comprenait six communes et comptait 6 513 habitants (population municipale) au 1er janvier 2010.
| Nom                     | Code Insee | Intercommunalité            | Superficie (km2) | Population (dernière pop. légale) | Densité (hab./km2) |
| ----------------------- | ---------- | --------------------------- | ---------------- | --------------------------------- | ------------------ |
| Roquecourbe (chef-lieu) | 81227      | CC Sidobre Vals et Plateaux | 16,65            | 2 271 (2014)                      | 136                |
| Burlats                 | 81042      | CC Sidobre Vals et Plateaux | 32,62            | 2 061 (2014)                      | 63                 |
| Lacrouzette             | 81128      | CC Sidobre Vals et Plateaux | 28,77            | 1 746 (2014)                      | 61                 |
| Montfa                  | 81177      | CC Sidobre Vals et Plateaux | 10,69            | 469 (2014)                        | 44                 |
| Saint-Germier           | 81252      | CC Sidobre Vals et Plateaux | 4,16             | 154 (2014)                        | 37                 |
| Saint-Jean-de-Vals      | 81256      | CC Sidobre Vals et Plateaux | 4,75             | 81 (2014)                         | 17                 |

## Représentation

### Conseillers généraux de 1833 à 2015
| Période | Période          | Identité                                 | Étiquette        | Qualité                                                                                                   |
| ------- | ---------------- | ---------------------------------------- | ---------------- | --- |
| 1833    | 1836             | David Alba-Lasource (1790-1862)          |                  | Avocat, avoué, adjoint au Maire de Castres                                                                |
| 1836    | 1847 (décès)     | François de Falguerolles                 | Monarchiste      | Maire de Burlats Député (1830-1837)                                                                       |
| 1847    | 1848             | Pierre Foulcher                          |                  | Avocat, notaire, juge de paix à Roquecourbe                                                               |
| 1848    | 1858             | Joseph Ouradou                           |                  | Notaire et avocat à Castres                                                                               |
| 1858    | 1861 (décès)     | Isidore Gary                             |                  | Manufacturier à Burlats Adjoint au Maire de Castres                                                       |
| 1861    | 1863 (démission) | Jean-Jacques Fourgassié-Vidal            |                  | Banquier à Castres Député (1849-1852), Maire de Castres (1848)                                            |
| 1863    | 1870             | Jean-Louis Combes                        |                  | Manufacturier, maire de Burlats (1861-1887)                                                               |
| 1870    | 1871             | Désiré Chabbert                          |                  | Ingénieur, ancien maire de Roquecourbe (1860-1865)                                                        |
| 1871    | 1887 (démission) | Jean-Louis Combes                        |                  | Manufacturier Maire de Burlats (1861-1887)                                                                |
| 1887    | 1908 (décès)     | Albin Batigne                            | Républicain      | Propriétaire Maire de Roquecourbe (1869-1903)                                                             |
| 1908    | 1910             | Joseph Terrail                           | Rad.             | Propriétaire à Lafontasse                                                                                 |
| 1910    | 1940             | Victor Laur (1871-1940)                  | Libéral puis PDP | Propriétaire, agent d'assurances Maire de Roquecourbe (1903-1940)                                         |
|         |                  |                                          |                  | |
| 1942    | 1945             | Paul Augier                              |                  | Propriétaire du "Pavillon d'Adélaïde" Maire de Burlats (1925-1945) Nommé conseiller départemental en 1942 |
|         |                  |                                          |                  | |
| 1945    | 1955             | Louis Siguier (1899-1984)                | MRP              | Industriel bonnetier, adjoint au Maire de Roquecourbe                                                     |
| 1955    | 1979             | Fernand Laur (1906-1997, fils de V.Laur) | MRP puis DVD     | Industriel et assureur Maire de Roquecourbe (1959-1989)                                                   |
| 1979    | 1998             | Pierre Carneau (1937-2012)               | RPR              | Médecin, Maire de Lacrouzette (1995-2008)                                                                 |
| 1998    | 2015             | Jean-Marie Fabre                         | DVG              | Pilote de chasse retraité Maire de Burlats (1995-2012) Vice-Président du Conseil Général                  |

### Conseillers d'arrondissement (de 1833 à 1940)
| Période  | Période      | Identité                            | Étiquette                | Qualité |
| -------- | ------------ | ----------------------------------- | ------------------------ | --- |
| 1833     | 1848         | Pierre Foulcher                     |                          | Avocat à Roquecourbe                                                                                        |
| 1848     |              | Simon Monsarrat                     |                          | Maire de Roquecourbe (1855-1860 et 1865-1869)                                                               |
|          |              |                                     |                          | |
| 1883     | 1887 (décès) | Jean Louis Alibert (1805-1887)      | Droite Bonapartiste      | Pharmacien et directeur d'école à Roquecourbe                                                               |
| Nov.1887 | 1889         | Léonce Julien                       | Républicain              | Fabricant à Mazamet                                                                                         |
| 1889     |              | Numa Alayrac                        | Républicain opportuniste | Maire de Burlats (1888-1904)                                                                                |
|          |              |                                     |                          | |
|          | 1894 (décès) | M. Julien                           |                          | |
|          |              |                                     |                          | |
|          | 1925         | Harold Barbaza (1853-1926)          | Conservateur             | Officier capitaine d'artillerie, filateur, propriétaire à Burlats                                           |
| 1925     | 1940         | Pierre Barbaza (neveu du précédent) | Conservateur             | Industriel                                                                                                  |
| 1940     |              |                                     |                          | Les conseils d'arrondissement ont été suspendus par la loi du 12 octobre 1940 et n'ont jamais été réactivés |

## Démographie
| 1962  | 1968  | 1975  | 1982  | 1990  | 1999  | 2006  | 2010  | - |
| ----- | ----- | ----- | ----- | ----- | ----- | ----- | ----- | - |
| 4 612 | 5 144 | 5 700 | 5 892 | 6 225 | 6 248 | 6 423 | 6 513 | - |